# 伍郑镜宇
伍郑镜宇（英語：Sylvia Cheng Wu，1915年10月24日—2022年9月29日），美籍华裔餐馆经营者、慈善家、美食作家。

## 生平
伍郑镜宇于1915年出生于江西九江的一户富裕人家。其父母早逝，她由祖父抚养长大。后来她曾在上海与香港居住。1943年，她从印度孟买前往美国并入读纽约哥伦比亚大学。在纽约期间，她与旧识伍竞仁重逢，后结为夫妻。
1950年代，因丈夫受聘休斯飞机公司，他们举家从纽约迁往南加州定居。1959年，伍郑镜宇在圣莫尼卡威尔希尔大道创办中餐厅伍夫人花园。餐馆开业后吸引了许多好莱坞名流前往就餐，梅·韦斯特、格里高利·派克、保罗·纽曼、弗兰克·辛纳特拉、简·方达、格蕾丝·凯利、加里·格兰特、罗伯特·雷德福、史蒂文·斯皮尔伯格、米娅·法罗、伊丽莎白·泰勒等皆为餐馆常客。
她于1973年出版食谱《伍夫人中餐烹饪》（Madame Wu's Art of Chinese Cooking）。1985年，她被评为洛杉矶年度餐饮家，是70年来首位获此殊荣的女性。1990年，希望城医院因其公益活动而授予其年度女性荣誉称号。
1998年，开办近40年的伍夫人花园歇业。时任加州州长皮特·威尔逊在内的70余位政要与好莱坞名流参加了餐馆的道别宴会。此后她曾再开办另一间餐厅，不过不久也结束营业。2001年，她出版《伍夫人花园：一个著名地标的图像史》（Madame Wu's Garden: A Pictorial History of a Celebrated Landmark）一书。
伍郑镜宇于2022年9月29日去世，享年106岁。

## 家庭
伍郑镜宇的丈夫伍竞仁是原中华民国外交总长伍廷芳之孙，原国民政府外交部长、司法院院长伍朝枢之子。伍竞仁毕业于麻省理工学院，后任休斯飞机公司工程师。他们夫妇育有三子，其中伍浩平为加利福尼亚中区联邦地区法院法官。